# Leopold Eppensteinski
Leopold (Liutold) Eppensteinski ( ok. 1050 – 12. maj 1090) je bil koroški vojvoda in veronski mejni grof od leta 1077 do svoje smrti.

## Življenjepis
Bil je drugi sin Markvarta, grofa Eppensteinskega (um. 1076) in njegove žene Liutbirg, hčere grofa Liutolda iz Plaina. Njegov dedek Adalbero Eppensteinski je bil že koroški vojvoda, dokler ga leta 1035 ni odstavil cesar Konrad II. Kljub temu je Gornje štajerska rodbina Eppenstein ostala močna v koroških deželah, zaradi česar so tuji vladarji, ki jih je imenoval cesar, težko prevladali nad lokalnim plemstvom.
Liutold je znova pridobil vojvodski naslov, saj je njegov predhodnik, zähringenski vojvoda Bertold II., v času investirurnega spora podpiral nemškega protikralja Rudolfa Rheinfeldškega, zato ga je kralj Henrik IV. leta 1077 odstavil. Kralj, ki se je vrnil iz Canosse, je namesto njega imenoval Liutolda, ki mu je na poti nazaj v  Nemčijo  omogočil varno pot preko Predelski prelaz in skozi njegovo koroško posest. Eppensteinova posesti pa so bile tedaj bistveno zmanjšane, saj je Henrik dal Veronsko Furlanijo in Istro na novo ustanovljeni Oglejskemu patriarhatu, medtem ko je Karantanska marka Štajerska ostala pod oblastjo Otokarjev .
Liutold je kasneje spremljal Henrika IV. na kronanje v Rimu in dal obnoviti grad Eppenstein. Čeprav se je dvakrat poročil, je umrl brez potomcev. Nasledil ga je mlajši brat Henrik. Liutold je pokopan v opatiji sv. Lambrechta na Štajerskem.